# Messier 93
A Messier 93 (más néven M93, vagy NGC 2447) egy nyílthalmaz a Puppis (Hajófar) csillagképben.

## Felfedezése
Az M93 nyílthalmazt Charles Messier francia csillagász fedezte fel, majd katalogizálta 1781. március 20-án. Az egyik utolsó mélyégobjektum, amit Messier saját maga fedezett fel.

## Tudományos adatok
A halmaz Trumpler osztálya I,3,r. Korát 100 millió évre becsülik.